# Tunel Albula
Tunel Albula (německy Albulatunnel) je jednokolejný železniční tunel, otevřený roku 1903 a tvořící ústřední část Albulské dráhy ve švýcarském kantonu Graubünden. Tunel o délce 5865 metrů spojuje železniční stanici Preda (severní portál) v údolí Albulatal se Spinasem v Engadinu. Provozovatelem trati a správcem infrastruktury je Rhétská dráha (RhB).
Tunel prochází pod rozvodím mezi Rýnem a Innem několik kilometrů západně od průsmyku Albulapass. S kulminací ve výšce 1820 m n. m. je po vrcholovém tunelu Furka druhým nejvýše položeným alpským tunelem ve Švýcarsku. Vede žulou v délce 4346 metrů, zbytek trasy je z velké části v břidlici, s výjimkou krátkého úseku v pórovitém vápenci, jehož 18 metrů dlouhá mokrá zóna podobná tekutým pískům způsobila při stavbě obzvláště mnoho potíží. Největší tloušťka terénu nad stavbou je 950 metrů.
Po více než 120 letech od otevření tunelu byl v červnu 2024 otevřen nový tunel, který umožnil přestavbu starého tunelu na bezpečnostní a únikový.

## Historie původního tunelu

### Výstavba

#### Ražba ze severu

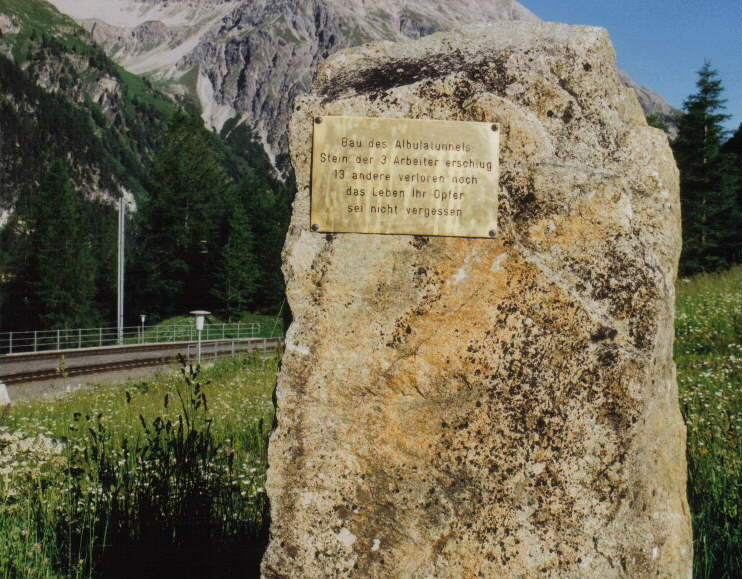
Pamětní kámen výstavby tunelu v Predě

Ražba tunelu u severního portálu byla zpočátku obtížná, protože tuneláři se museli nejprve probojovat přes jeden a půl kilometru břidlice a bahna. Dne 13. října 1899 byla zahájena strojní ražba tunelu necelých čtyři sta metrů za severním portálem, přičemž směrová štola byla ražena použitím tzv. belgické stavební metody. Byly použity dva razicí stroje poháněné vodou. Postup výstavby zpočátku činil 100 metrů za měsíc, ale zpomaloval jej rostoucí počet vyvěrajících vodních pramenů, z nichž do tunelu bez ohledu na roční období proudila voda o teplotě 6 °C, což práce brzdilo. V polovině dubna 1900 narazili horníci asi kilometr za severním portálem na průval vody, který s sebou přinesl velké masy jemného dolomitického písku a zaplavil koleje do výšky 70 cm. Současně vyschl silný pramen nad severním portálem tunelu. Práce se zastavily, dokud se vodu, která přitékala rychlostí 300 litrů za sekundu, nepodařilo odvést pomocí potrubí. V květnu 1900 narazili horníci na jemný vápenec, který se zpočátku dařilo těžit bez použití strojů, až 29. července 1900 prorazilo v délce 1192 metrů za severním portálem velké množství vody, která pokryla dno tunelu s kolejemi pískem v délce 500 metrů. Od té doby bylo možné pracovat pouze pomocí tesařských strojů s převody. Během následujících dvou a půl měsíce se horníkům podařilo prorazit pouze 6,3 metru. Na konci roku 1900 musela být ražba tunelu zcela zastavena 1205 metrů za severním portálem.

#### Ražba z jihu

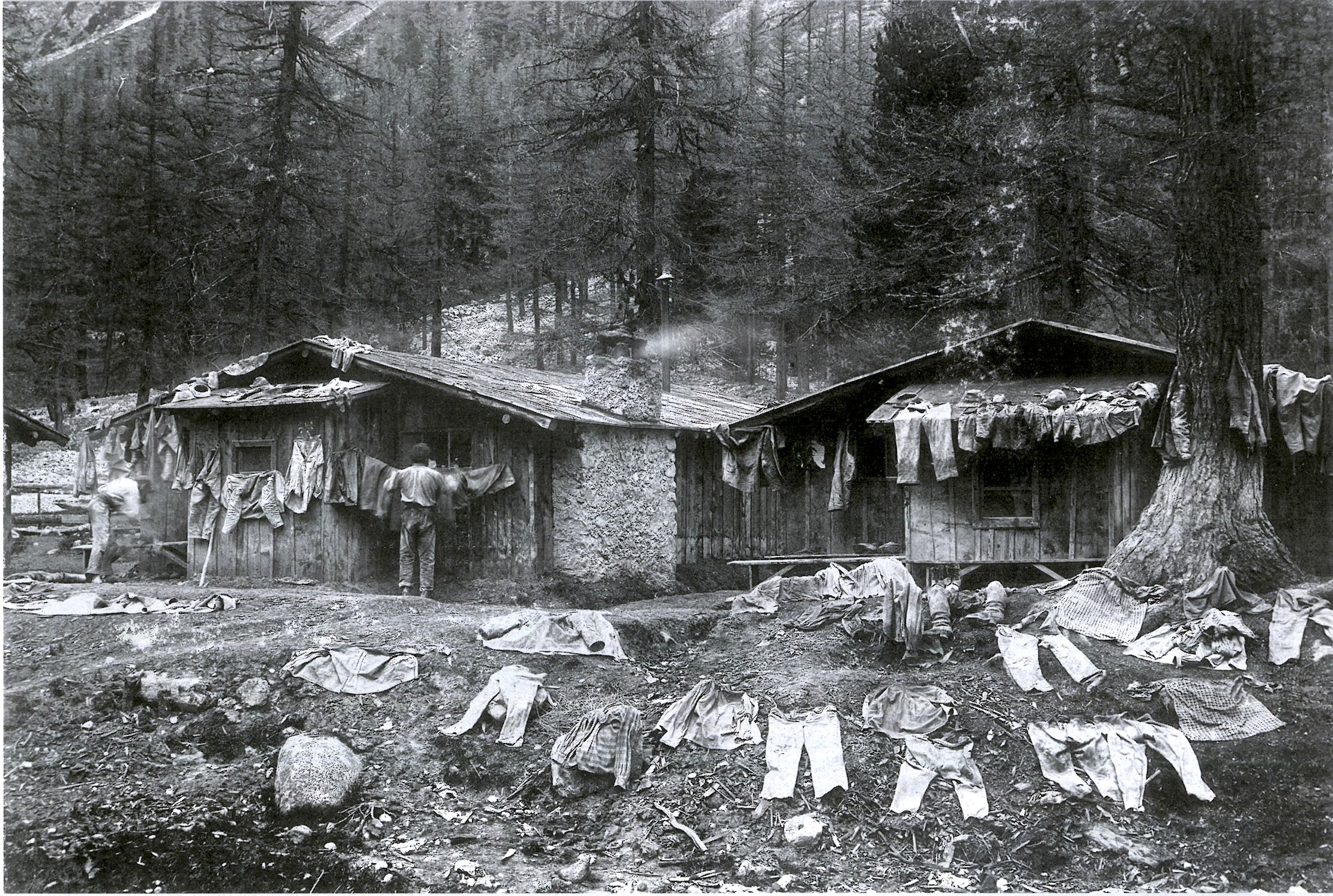
Obydlí dělníků při výstavbě tunelu

Ani ražba tunelu z jižní strany nebyla bez problémů. I zde byla použita belgická stavební metoda. Přestože pevná žula se nachází až 260 metrů za portálem, trasa před ním vedla pískem prokládaným balvany. Jednotlivé balvany vyvíjely silný lokální tlak na ostění tunelu, což způsobilo, že se místy propadalo. Dne 19. listopadu 1899 se dno tunelu propadlo 108 metrů za portálem v délce 12 metrů, aniž by byl kdokoli z horníků zraněn. Rekonstrukce základní štoly trvala do července 1900 a práce pokračovaly nezávisle na základní štole, takže 17. října 1900 mohla být zahájena mechanická ražba 323 metrů za portálem. Na jižní straně byly použity také dva razicí stroje poháněné vodou.

#### Dokončení Rhétskou dráhou

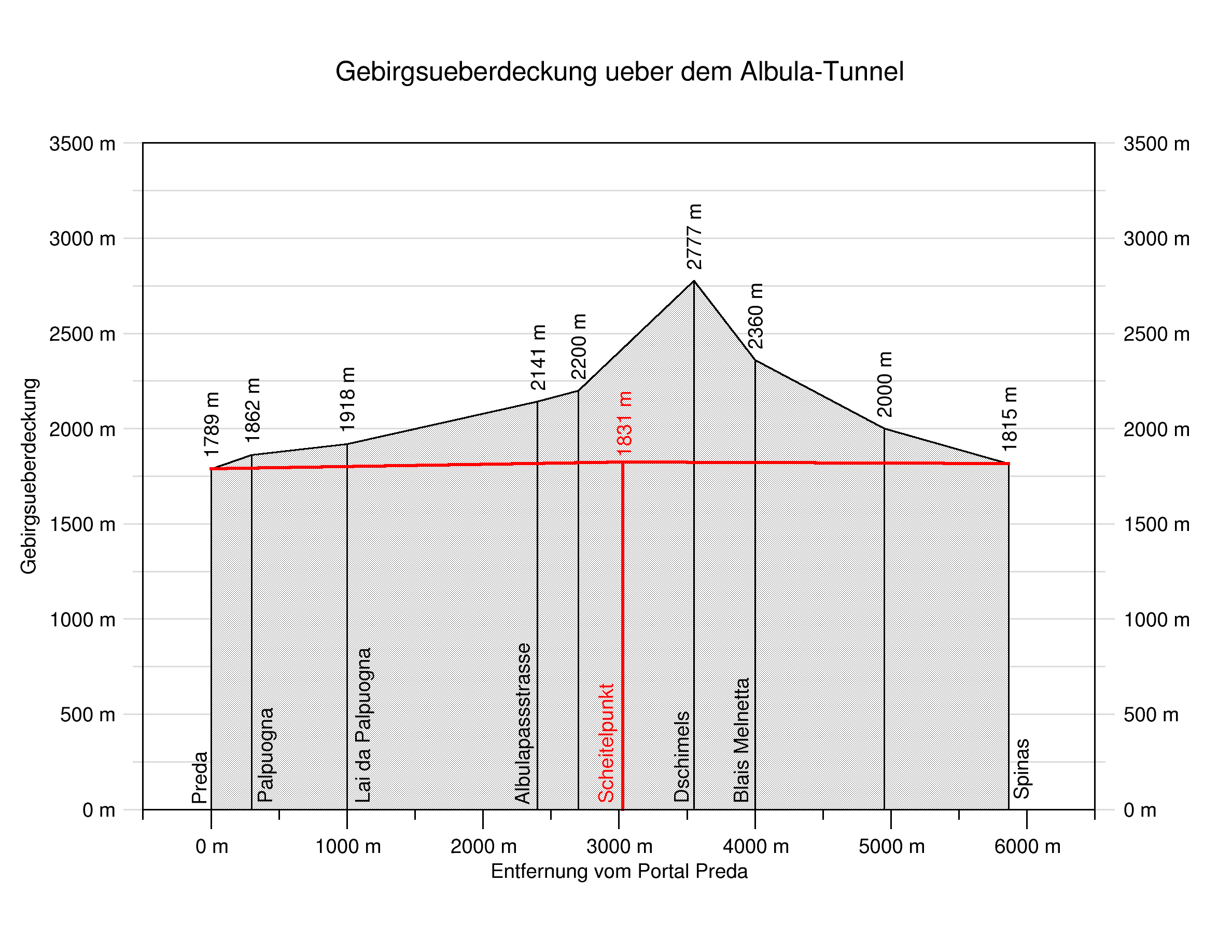
Výškový profil tunelu

Kvůli potížím na severní straně a kolapsu na jižní straně stavební firma Ronchi & Carlotti 24. února 1901 od smlouvy odstoupila. Od 1. dubna 1901 převzala stavbu do svých rukou Rhétská dráha. Na severní straně byl hřebenový tunel ražen dále a 15. dubna 1901 dosáhl břidlice nacházející se 1210 metrů za severním portálem. Rychlost postupu činila pouze 25 centimetrů za den. Obtížný úsek skrz pohyblivé pískovce se nacházel mezi 1190 a 1210 metry za severním portálem. Musel být vyzděn 75 centimetrů silnou klenbou.
Od 25. srpna 1901 byly opět používány vrtací stroje ze severní strany. Pro urychlení prací se nyní používaly tři razicí stroje na obou stranách. Jeden razicí stroj byl použit ve směrové štole s cílem postoupit co nejdále, aby bylo možné prozkoumat geologické podmínky před sebou a aby bylo po proražení k dispozici lepší větrání staveniště. Další dva razicí stroje na obou stranách vytvořily štěrbinu od směrové štoly ke stropu tunelu, po níž byl vyražen celý profil shora dolů. Tato tzv. stará rakouská stavební metoda se používala od listopadu 1901 na severní straně a od dubna 1902 na jižní straně. Dne 29. května 1902 ve 3:30 hodin byly proraženy obě směrové štoly, a to 3030,5 m od severního portálu a 2835 m od jižního portálu. Do února 1903 se provádělo ostění tam, kde to bylo nutné, a 15. dubna byl dokončen svršek, aby tunelem mohly projíždět stavební vlaky pro dostavbu trati od jižního portálu do Celeriny. Komerční provoz byl zahájen 1. července 1903 a náklady na tunel činily 7 228 000 švýcarských franků.

### Dopad na život v oblasti

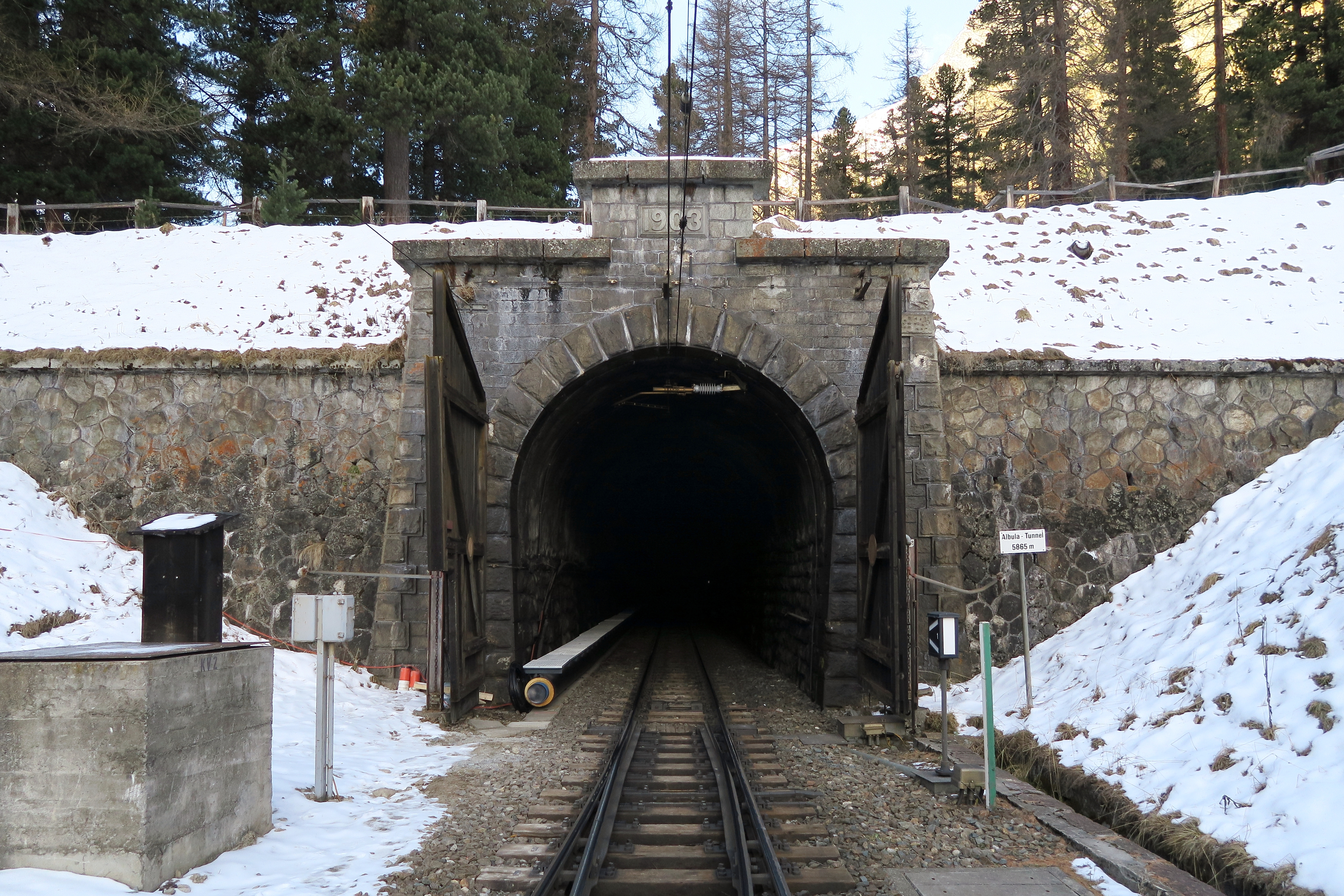
Původní jižní portál tunelu

Dokončení železnice v údolí Albulatal mělo rozhodující význam zejména pro cestovní ruch v Engadinu, protože počet návštěvníků se okamžitě výrazně zvýšil. Zatímco dříve trvala cesta z Thusis do Engadinu 12 hodin dostavníkem, nyní se po Rhétské dráze dalo dostat do známých turistických středisek Horního Engadinu, Svatého Mořice, Samedanu, Celeriny atd. za něco málo přes 2 hodiny. To se projevilo zdvojnásobením počtu obyvatel okresu Horní Engadin z 4117 v roce 1888 na 8439 v roce 1910, zatímco počet obyvatel Svatého Mořice vzrostl ve stejném období ze 710 na 3197 a Samedanu z 843 na 1293.
Během stavby prvního tunelu a železniční trati si místní obyvatelé přivydělávali jako nikdy předtím. To, co viděli, slyšeli, zažili a naučili se během relativně krátké doby výstavby, daleko předčilo modernizaci, kterou jim přineslo celé předchozí století. Byl to otřes života lidí, který byl z velké části zpracován a přizpůsoben starým zvyklostem až po dokončení stavebních prací. Nicméně toto náhlé spojení se světem vedlo k impulsům pro modernější společnost.

### Možnost výstavby nového tunelu
V únoru 2009 Rhétská dráha (RhB) oznámila, že zkoumá zásadní modernizaci nebo novou výstavbu tunelu. RhB provedla geologické testy, aby zjistila, zda by bylo ekonomičtější tunel renovovat, nebo nahradit novým. Na jaře 2010 se RhB vyslovila pro novou stavbu. Náklady byly tehdy odhadnuty na 260 milionů švýcarských franků. Přestože by nová stavba stála o 20 milionů CHF více než rekonstrukce, měla by nová stavba výhody z hlediska bezpečnosti, provozu, harmonogramu a technologie výstavby. Největší výhodou je, že po celou dobu stavebních prací může být zachován provoz vlaků a starý tunel by mohl být využit jako záchranný tunel (druhá trouba), což by dlouhodobě zvýšilo bezpečnost tunelu. Hlavní nevýhodou je však výrazně vyšší dopad na životní prostředí, protože například vytěžený materiál je třeba odvézt a uložit. Vytěžený materiál ze stavby tunelu Albula II má být použit na výrobu betonu a zátěže; nevhodný materiál má být uložen v terénní komoře u Predy.
V létě 2012 byly v oblasti jezera Lai da Palpuogna provedeny rozsáhlé geologické průzkumy, které měly ověřit, zda lze při výstavbě nového tunelu očekávat problémy, zejména průsaky vody.

## Nový tunel Albula II

### Stavební povolení
V prosinci 2012 předložila Rhétská dráha Spolkovému úřadu pro dopravu (německy Bundesamt für Verkehr, BAV) rozsáhlou plánovací dokumentaci. Podle projektové dokumentace se předpokládaly stavební náklady ve výši 350 milionů švýcarských franků (CHF), které zahrnovaly modernizaci obou stanic Preda a Spinas. Výstavba měla trvat šest a půl roku a uvedení do provozu bylo plánováno na rok 2020. Nová stavba je v souladu se statutem Albulské dráhy jako světového dědictví, protože starý tunel bude zachován a nová stavba nebude viditelná s výjimkou portálů tunelu.
Ve dnech 12. dubna až 13. května 2013 provedly obce Bever a Bergün veřejné předložení záměru v rámci běžného schvalovacího řízení podle železničního zákona. Současně bylo zahájeno posuzování vlivů na životní prostředí, které je nutné mimo jiné kvůli odlesňování spojenému se stavebním projektem. Řízení bylo ukončeno 12. května 2014 souhlasem Spolkového úřadu pro dopravu a v srpnu 2015 byla zahájena ražba nového tunelu.

### Financování
Celková investice byla vyčíslena na 345 milionů CHF. Až do roku 2015 hradila 85 % z této částky spolková vláda a 15 % kanton Graubünden. Od roku 2016 byl tunel plně financován z nového fondu železniční infrastruktury, přičemž stavební náklady v době otevření činily 407 milionů CHF.

### Řízení výstavby

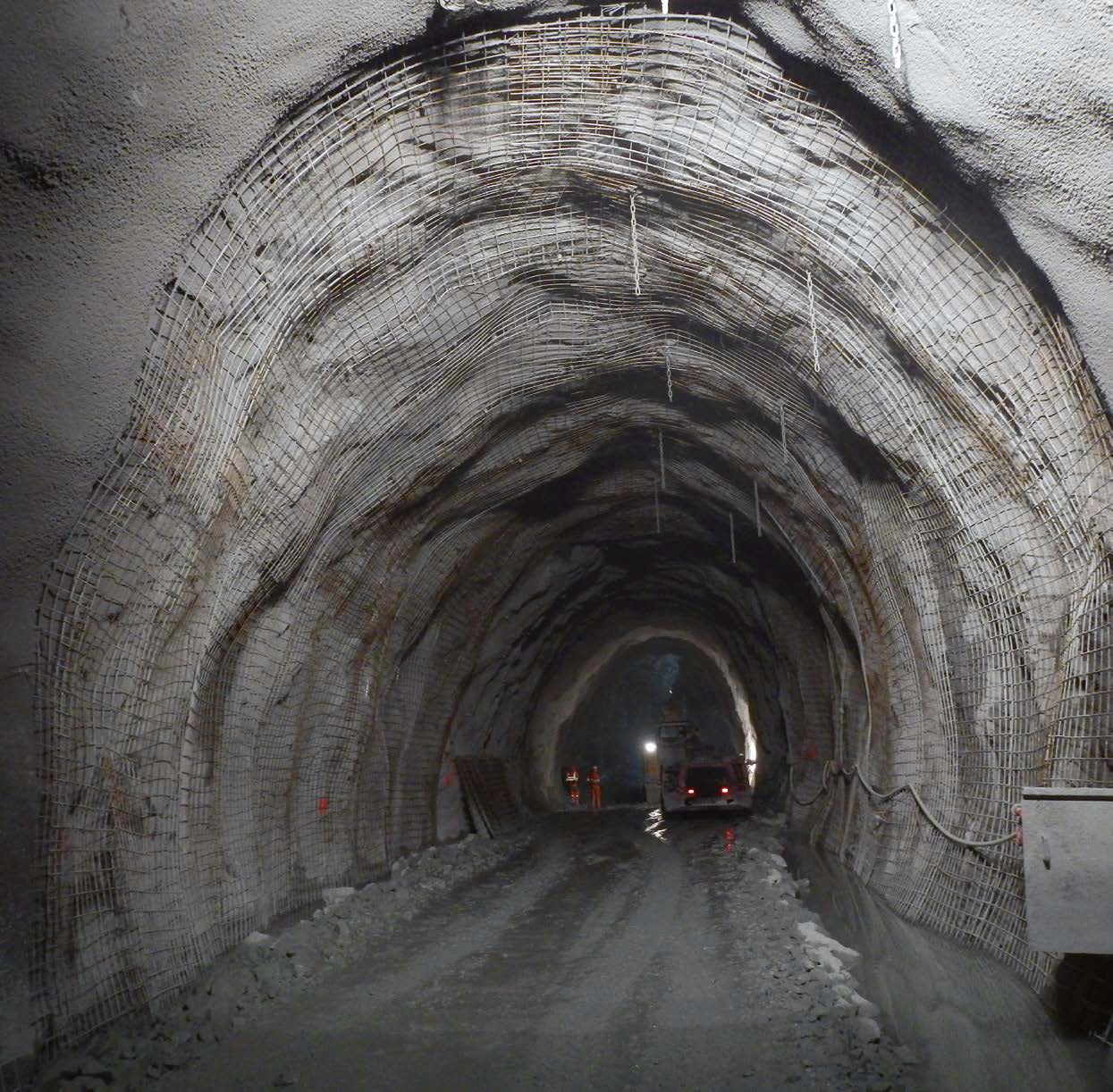
Ražená tunelová trouba ve směru od Spinasu

Nový tunel, který je rovněž jednokolejný, byl vybudován ve vzdálenosti 30 metrů severovýchodně od stávajícího tunelu, přičemž se z větší části použila metoda výstavby s použitím stříkaného betonu v jednom plášti. V portálových oblastech, v úsecích se sypkými horninami a v geologicky nepříznivých zónách byla použita dvouplášťová metoda výstavby s těsněním a vnitřním pláštěm, případně také s inverzní klenbou. Tunel byl ražen odstřelem z obou portálů. Tunel měl průřez 31,4 m² a byl vybaven pevnou vozovkou a vrchní vodicí kolejnicí. Kromě toho byla ve vzdálenosti 425–460 m vybudována dvě větrací centra a dvanáct příčných průchodů do stávajícího tunelu. Při stavbě bylo počítáno s přibližně 244 000 m³ vytěženého materiálu.

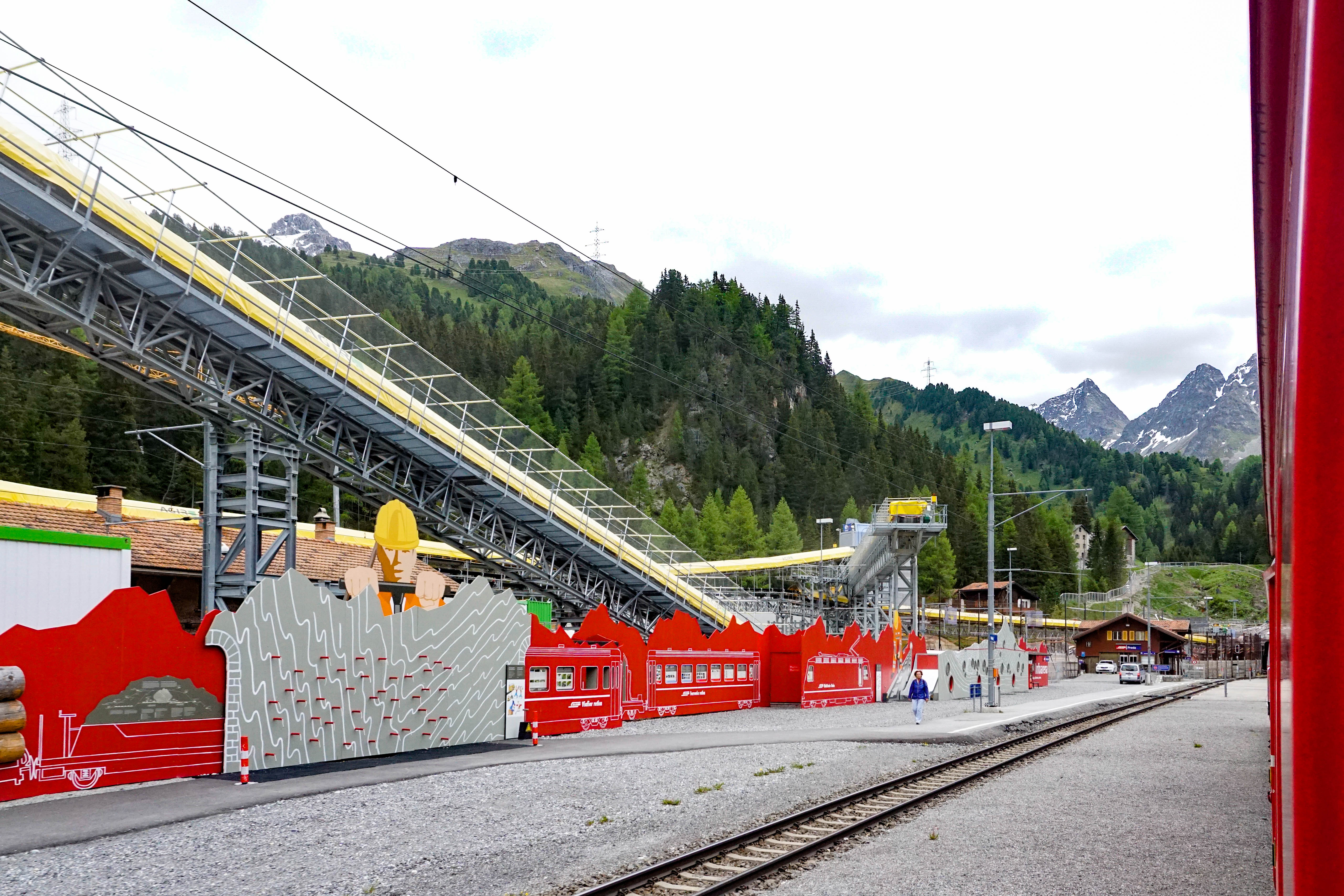
Staveniště v Predě (2016)

Práce na zřízení staveniště začaly na obou koncích tunelu v létě 2014. V Predě byla na nové místo přestěhována původní staniční budova. Byly také provedeny rozsáhlé zemní práce. Na konci listopadu 2014 byly práce přerušeny na zimní přestávku. Byly obnoveny na jaře 2015 za účelem dokončení zařízení staveniště. V únoru 2015 bylo oznámeno, že generálním dodavatelem tunelových prací byla pověřena rakouská stavební společnost Porr, jejíž náklady na hlavní část stavby činily přibližně 125 milionů švýcarských franků a která zahájila tunelové práce v dubnu 2015. Stavební vesnice u severního portálu v Predě byla postavena do konce srpna 2015. Skládá se z více než 100 obytných, kancelářských, sanitárních a materiálových kontejnerů, aby v ní mohlo bydlet a pracovat přes 80 dělníků. 31. srpna proběhlo slavnostní zahájení prací. Vlastní práce na tunelu začaly v září 2015 a pokračovaly částečně i během poměrně mírné zimy.
Tunel byl proražen 2. října 2018. Instalace všech železničních technologických systémů, jako jsou kolejnice, trolejové vedení, zabezpečovací zařízení, mobilní rozhlas, osvětlení, elektrotechnika, řídicí technika a bezpečnostní systémy, byla dokončena do dubna 2024. Následovaly funkční zkoušky a úřední přejímka a také demontáž rozsáhlého zařízení staveniště na obou stranách tunelů.

### Řídicí systém
V rámci výstavby nového tunelu Albula II bude také vyměněn a modernizován řídicí systém RhB (nízké napětí a telekomunikace) v celé síti. Stávající systémy budou integrovány do nového řídicího systému. Tento proces potrvá několik let (2022 – cca 2030).

### Zprovoznění
Oficiální otevření proběhlo 8. června 2024 za přítomnosti spolkového ministra pro životní prostředí, dopravu, energie a komunikace Alberta Röstiho, 9. června následovala veřejná oslava a zahájení provozu bylo stanoveno na 12. června 2024.

## Sanace a přestavba původního tunelu
Po zprovoznění tunelu Albula II a převzetí vlakové dopravy novým tunelem se uvolnila cesta k přestavbě prvního tunelu na bezpečnostní tunel, který po dokončení rekonstrukce bude sloužit jako úniková cesta a přístupová cesta pro záchranné složky.

## Provoz

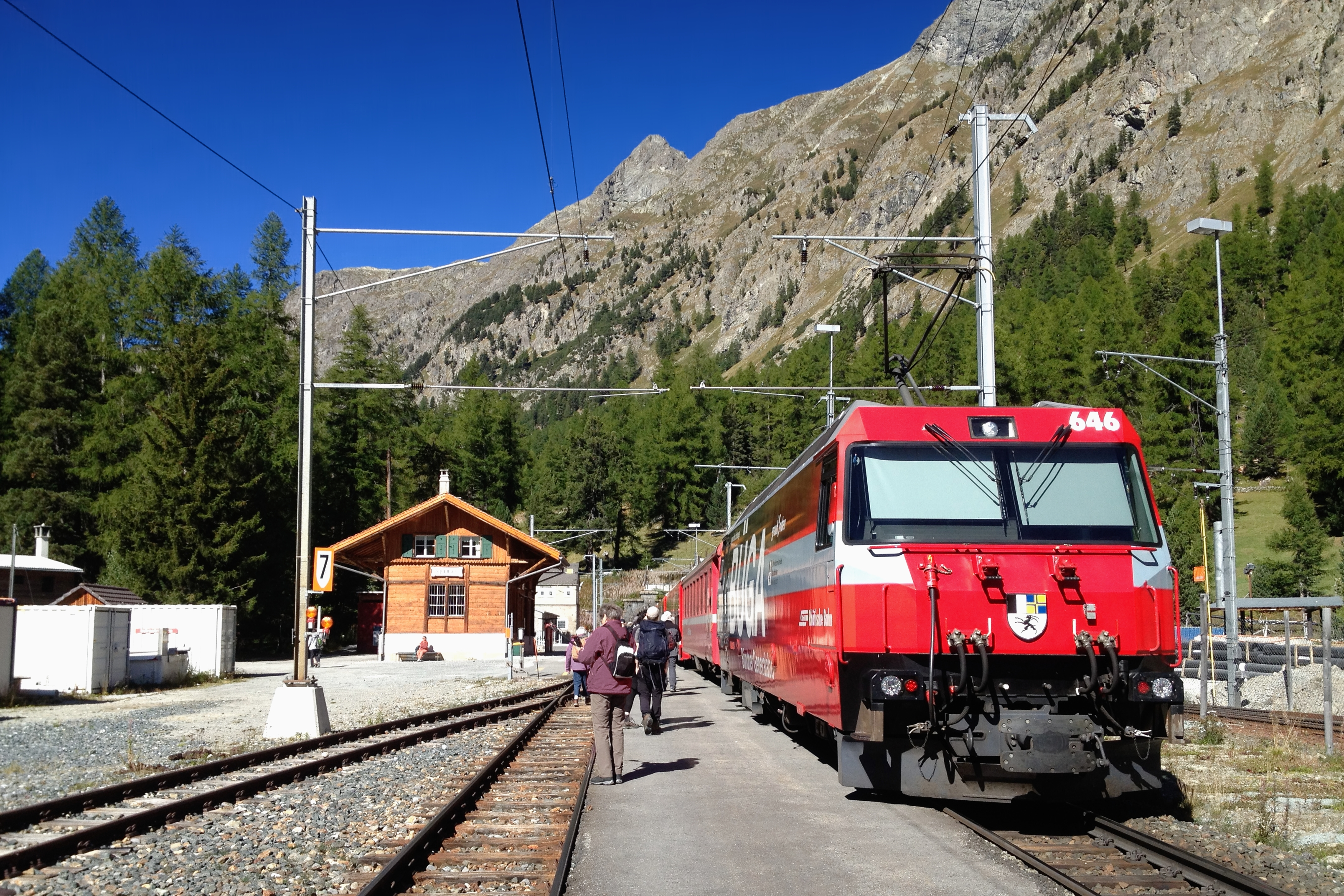
Vlak Interregio ze Svatého Mořice do Churu ve stanici Spinas

Mezi Churem a Svatým Mořicem jezdí tunelem Albula každou hodinu rychlíky, které jsou od prosince 2004 oficiálně zařazeny do kategorie RegioExpress a od prosince 2017 InterRegio. V hlavní sezóně jezdí pro turistické účely zvláštní vlaky s panoramatickými vozy, zejména slavný Glacier Express z Zermattu do Svatého Mořice a Bernina Express z Churu přes Samedan a Pontresinu do Tirana. Ty dopravují zejména starší lokomotivy řady Ge 4/4II.
Většinu vlaků dopravují moderní elektrické lokomotivy řady Ge 4/4III, doplněné elektrickými jednotkami řady ABe 8/12 (Allegra). Jedním ze symbolů trati se staly lokomotivy řady Ge 6/6I, které zde sloužily v pravidelném provozu na všech druzích vlaků mezi lety 1921–1985. Dva zachované exempláře se na trati stále vyskytují a slouží k dopravě historických a zvláštních vlaků.